# Kevin Mbabu
Melingo Kevin Mbabu (ur. 19 kwietnia 1995 w Chêne-Bougeries) – szwajcarski piłkarz pochodzenia kongijskiego, grający na pozycji obrońcy w duńskim klubie FC Midtjylland oraz w reprezentacji Szwajcarii. Uczestnik Mistrzostw Europy 2020.

## Kariera klubowa
Mbabu jest wychowankiem Servette FC. W tym klubie w seniorskiej karierze zagrał tylko jeden mecz. W 2013 przeszedł do Newcastle United. Z klubu był dwukrotnie wypożyczany. 
W 2016 został wypożyczony do Young Boys. W następnym roku przeszedł do klubu na stałe. W sezonie 2017/18 zadebiutował już w pierwszym meczu z FC Basel. Young Boys zwyciężyło wówczas w Swiss Super League. W sezonie 2018/19 drużyna obroniła mistrzostwo Szwajcarii. W 2018 został uznany najlepszym piłkarzem ligi.
W 2019 przeszedł do niemieckiego Wolfsburga. Trzy lata później został zawodnikiem Fulham. 13 lutego 2023 został wypożyczony na pół roku do Servette FC. We wrześniu 2023 udał się na kolejne wypożyczenie, tym razem na jeden sezon do Augsburga. 30 sierpnia 2024 podpisał dwuletni kontrakt z FC Midtjylland.

## Kariera reprezentacyjna
Mbabu mógł grać dla reprezentacji Szwajcarii, Demokratycznej Republiki Konga lub Francji. Zdecydował się reprezentować „Helwetów”. Występował w młodzieżowych sekcjach U-16, U-17, U-18, U-19 oraz U-20. W dorosłej reprezentacji Szwajcarii zadebiutował 8 września 2018 w starciu z Islandią. Znalazł się w kadrze na turniej finałowy Ligi Narodów 2018/19. Był również powołany na Euro 2020.

## Sukcesy

### Young Boys
- Swiss Super League: 2017/18, 2018/19

### Indywidualne
- Najlepszy piłkarz ligi szwajcarskiej: 2018